# Pomphorhynchus laevis
O Pomphorhynchus laevis é uma espécie de parasita capaz de se fixar na superfície do intestino do hospedeiro através de um sistema de agulhas microscópicas que, quando molhadas, incham e se prendem com firmeza aos pequenos furos.
A autoridade da espécie é Zoega in Muller, tendo sido descrita no ano de 1776.
Trata-se de uma espécie presente em território português, incluindo a sua zona económica exclusiva.
O género original onde estava incluído era Echinorhynchus.